# NGC 2594
NGC 2594 је лентикуларна галаксија у сазвежђу Рак која се налази на NGC листи објеката дубоког неба.
Деклинација објекта је + 25° 52' 43" а ректасцензија 8h 27m 17,1s. Привидна величина (магнитуда) објекта NGC 2594 износи 14,1 а фотографска магнитуда 15,1. NGC 2594 је још познат и под ознакама MCG 4-20-56, CGCG 119-106, PGC 23704.